# جيمس راسيل
جيمس راسيل (بالإنجليزية: James Russell)‏ (و. 1824 – 1915 م) هو سياسي، من كندا، توفي عن عمر يناهز 91 عاماً.

## مناصب
تولى منصب عضو الجمعية التشريعية لنيو برونزويك ‏ (1886–1899).